# Стиндж, Рене
Рене Мари Стиндж (англ. Renee Marie Steenge; род. 7 октября 1998 года) — канадская шорт-трекистка, 2-кратная бронзовый призёр чемпионатов мира, 2-кратная призёр чемпионата четырёх континентов.

## Биография
Рене Стиндж родилась в муниципалитете Этобикое, но проживала в Брамптоне. С раннего детства она с братом ходила на уроки волейбола и плавания, а затем занялась хоккеем, но ей это не особенно понравилось. В возрасте 9-ти лет вместе с братом стала заниматься шорт-треком в конькобежном клубе "Brampton Ontario", куда привела её мама. Свой первый подиум она получила только в 13 лет, когда завоевала серебряную медаль на турнире "Eastern Nationals" в Торонто. Только после окончания государственной школы Херба Кэмпбелла в Каледоне в 15-лет она купила коньки, изготовленные на заказ.
С 2014 года Рене стала участвовать на чемпионате страны среди юниоров и в декабре 2016 года она заняла 2-е место, после чего попала в юниорскую сборную Канады. На международных соревнованиях впервые стартовала на чемпионате мира среди юниоров 2017 года в Инсбруке. Там она заняла итоговое 15 место в многоборье и в составе сборной Канады заняла 4-е место в эстафете. В 2018 году дебютировала на чемпионате Канады среди взрослых и заняла 8-е место. Затем поступила в Университет Макгилла и уделила время учёбе.
Она вернулась в сезоне 2022/23 и сразу участвовала на Кубке мира с пятью серебряными и двумя золотыми медалями в эстафете. В 2023 году на
чемпионате мира в Сеуле Рене заняла 27-е место в забеге на 500 м и в эстафете завоевала свою первую бронзовую медаль. В сезоне 2023/24 Рене выиграла ещё золото и серебро на Кубке мира в эстафете и на чемпионате мира в Роттердаме вновь стала бронзовым призёром в эстафете.

## Личная жизнь
Рене Стиндж после окончания средней школы переехала в 17 лет в Монреаль на стажировку, где также изучала инженерное дело на факультете "гражданское строительство" в Университете Макгилла. В 2019 году она переехала в Калгари, где оставалась до тех пор, пока её не пригласили обратно в Монреаль в качестве партнера по тренировкам команды "NextGen" на 18 месяцев. Рене играет во фрисби, строит модели домов.

## Награды
- 2013 год - названа фигуристкой года Канадской ассоциацией конькобежцев Онтарио.
- 2023 год - названа лауреатом мемориальной стипендии Питера Уильямсона.[6]